# ابن معاذ الجياني
     لشخصية أخرى تحمل اسم ابن معاذ، طالع ابن معاذ (توضيح).

أبو عبد الله محمد بن معاذ الجياني (989 م – 1079 م) قاضي وعالم ورياضياتي أندلسي كتب تعليقات وشروحات على أصول أقليدس، وهو أول من كتب في علم المثلثات الكروي كعلم منفصل عن علم الفلك.

## كتاب مجهولات قسي الكرة
كتب ابن معاذ الجياني كتاب «مجهولات قسي الكرة» الذي يعد أول مخطوطة في حساب المثلثات الكروية في صيغته الحديثة. وعلى الرغم من عمل القدامى على تطوير علم المثلثات الكروي أمثال منيلاوس الإسكندري الذي وضع مبرهنة منيلاوس للتعامل مع المسائل الكروية. وقد ترجم جيرارد الكريموني أعمال ابن معاذ الجياني «انعكاس الضوء في الجو» و«جداول جيان الفلكية» إلى اللاتينية.
يرى المؤرخ إدوارد ستيوارت كينيدي أنه رغم قدرة علماء رياضيات ما قبل العصر الإسلامي على حساب الأشكال الكروية باستخدام جداول الأوتار ومبرهنة منيلاوس، إلا أن تطبيق المبرهنة على المسائل الكروية كان أمرًا صعبًا للغاية. عمل الجياني في مخطوطته على قانون قانون الجيب العام وحل المثلثات الكروية باستخدام المثلثات القطبية، وقد أثرت مخطوطته تلك تأثيرًا قويًا على الرياضيات الأوروبية، كما أثّر تعريفه للنسب الرياضية وطريقة حل المثلثات الكروية عندما تكون كافة أضلاعه مجهولة
في أعمال ريغيومونتانوس.